# Batalla de Malas Tardes
La batalla de Malas Tardes (1328) fue en realidad una escaramuza habida en el pago de ese nombre situado entre el pueblo de Miguelturra y Ciudad Real y enfrentó a los caballeros calatravos contra las milicias urbanas de Villa Real, hoy Ciudad Real, durante el reinado de Alfonso XI.

## Historia
La Orden de Calatrava había renovado y concedido más privilegios a la emergente villa de Miguelturra, situada a apenas tres kilómetros del asentamiento regio de Villa Real, fundada por Alfonso X con el propósito de debilitar el poder creciente de esta Orden en La Mancha, con el fin de despoblarla. El infante Felipe de Castilla, tutor del rey Alfonso XI, intentaba contener al maestre de la orden Garci López de Padilla, más un señor feudal que un freire luchador contra los infieles. Como López de Padilla fue derrotado por la taifa de Jaén en 1328, se levantaron contra él los freires de la Orden acaudillados por frey Juan Núñez de Prado, Clavero de la Orden, y una serie de caballeros de su confianza, algunos de ellos nacidos en Villa Real. Quesada, alcaide del alcázar de Villa Real, los acogió tras las murallas y pidió refuerzos a otras ciudades de realengo, Baeza, Córdoba y Toledo, e informó al infante Felipe de la situación.
Al enterarse el maestre Garci López de Padilla, reunió entre julio y agosto a sus mesnadas y partió hacia Miguelturra, quemando y arrasando viñas y campos de pan de Villa Real como si fuera tierra de infieles y poniéndole asedio para presionar a las autoridades y que soltaran a los freires desleales tras las murallas. Los vecinos que salían a cultivar los campos eran azotados y apaleados y enviados al Sacro Convento de Calatrava la Nueva. Cuenta el cronista Francisco de Rades y Andrada que "salieron un día contra el Maestre cinquenta de cauallo" desde Villa Real para evitar nuevas incursiones y fueron destrozados por las huestes calatravas. A la desesperada, pues los refuerzos de otras ciudades de realengo no venían, hicieron una salida por sorpresa o contraataque destinado a romper el sitio. Las tropas reales iban acaudilladas por el clavero Diego Sánchez de Viezma y el alcaide Quesada por el llamado camino de Peralvillo. Garci López de Padilla se enteró y ambas huestes lucharon en el pago llamado de Malas Tardes. Los calatravos perdieron y el Maestre huyó herido. Las huestes reales, formadas por freires calatravos sediciosos y la milicia urbana de Villa Real, hoy Ciudad Real, no se detuvieron ahí y marcharon contra Miguelturra, la cual asaltaron y saquearon, matando a mujeres, niños y ancianos y quemando las casas, en especial el palacio o Casa de la Clavería y una torre fuerte, que era vista desde Villarreal como centro de posibles incursiones a los dominios de realengo.
La contienda se resolvió al llegar a la mayoría de edad Alfonso XI y asumir la corona, renunciando al maestrazgo Garci López de Padilla a fines de 1329 y reestructurando el término de Miguelturra de forma tal que perdiera la Atalaya de los Abencanes en favor de Villa Real y confirmando la cesión de Peralbillo, que ya fue hecha efectiva en 1306. Se creaba así una zona de nadie entre la emergente Orden de Calatrava y las posesiones de Alfonso XI, el Justiciero. Después de cierto tiempo, el comandante de Villa Real propone la rendición de las tropas dirigidas al sur de la zona más afectada. Regresando a Miguelturra, Garci López se suicida.